# Dendryphantes purcelli
Dendryphantes purcelli är en spindelart som beskrevs av George William Peckham och Elizabeth Maria Gifford Peckham 1903. Dendryphantes purcelli ingår i släktet Dendryphantes och familjen hoppspindlar. Inga underarter finns listade i Catalogue of Life.